# Taminco
Taminco ist ein belgischer Chemiebetrieb, der sich auf die Herstellung von Aminen spezialisiert hat. Seit Dezember 2014 gehört er Eastman Chemical.
Taminco entstand bei der Aufspaltung von UCB im Jahr 2003. In den folgenden Jahren gehörte das Unternehmen den Private-Equity-Unternehmen AlpInvest Partners, CVC Capital Partners und Apollo Global Management.
Taminco produziert niedere (Monomethylamin, Dimethylamin, Trimethylamin) und höhere (Diethylamin, Triethylamin, Diisopropylamin, Propylamin, Dimethyllaurylamin) Alkylamine sowie abgeleitete Verbindungen wie 3-Aminopropyldimethylamin. Außerdem werden verschiedene Pflanzenschutzmittel wie Metam-Natrium und Metam-Kalium zur Bodenentseuchung, die Fungizide Thiram, Ziram und Ferbam, der Wachstumsregulator Chlorcholinchlorid sowie Terpen-Polymer als Netzmittel hergestellt.